# 西湖 (富士五湖)
西湖（さいこ）は、山梨県南都留郡富士河口湖町にある湖。富士五湖の一つ。
「富士山-信仰の対象と芸術の源泉」の「富士山域」の一部として世界文化遺産の構成要素に含まれている。

## 概要
山梨県南部、富士河口湖町の中央付近に位置する。富士山の火山活動によって生じた堰止湖。面積は富士五湖では4番目の大きさで、最大水深は2番目の深さで 71.7m。山梨県指定天然記念物フジマリモの群落地である。富士箱根伊豆国立公園の特別地域内にある。
かつて富士山北麓には、剗の海という広大な湖があった。やがてその西部に溶岩流が流れ込んで分断され、本栖湖が生まれた。さらに平安時代初期の貞観6年（864年）に富士山が大噴火（貞観大噴火）を引き起こし、流れ出た膨大な量の溶岩流によって剗の海は大半が埋め尽くされた。この時に埋め残された東端が現在の西湖で、精進湖は北側の湾の一つである。現在でも雨水による増水時に、それぞれの湖で水位が一定して同じく推移するため、3つの湖は地下でつながっていると考えられている。
西湖には本来、自然排水による河川が存在していなかったが、近年人工的に河口湖に放流する排水路が完成し、標高差を利用した発電も行われている。1981年（昭和56年）には湖中から中世の丸木舟が発見され、山梨県指定有形文化財となっている。
2013年（平成25年）6月22日、「富士山-信仰の対象と芸術の源泉」の構成資産（富士山域）の一つとして、世界文化遺産（日本の文化遺産としては13箇所目）に登録された。

## 絶滅種クニマスの再発見
火山性堰止湖によくあるように、もともと西湖は魚の棲む湖ではなかったが、近代以降漁業目的で魚が放流されるようになり、1913年（大正2年）にはヒメマスが放流され、今日では漁業だけではなく、ヒメマス釣りは西湖でのレジャーのひとつとなっている。
1935年（昭和10年）には同じ富士五湖の本栖湖とともに、秋田県の田沢湖にのみ生息していた固有種であるクニマスの受精卵十万粒が送られ、ふ化後放流されたが、その後の西湖での生息は長年にわたり不明であった。元々の生息地である田沢湖では電源開発に伴う酸性水の流入により絶滅してしまったため、1990年代になって関係者により西湖を含めた過去の移植放流先の探索調査が行われたが、クニマスを見つけることは出来なかった。しかし、2010年（平成22年）京都大学研究チームの調査で、約70年ぶりに西湖での生息が確認された。
クニマスは環境庁レッドリストによる分類では絶滅種であったが、絶滅種の再発見は魚類としては日本国内における初の事例である。
この発見がきっかけとなって、2011年（平成23年）11月に田沢湖との姉妹湖提携が行なわれた。

## 映画
1977年4月29日に公開された東映京都撮影所製作の特撮映画『恐竜・怪鳥の伝説』の舞台になっている。

## 観光

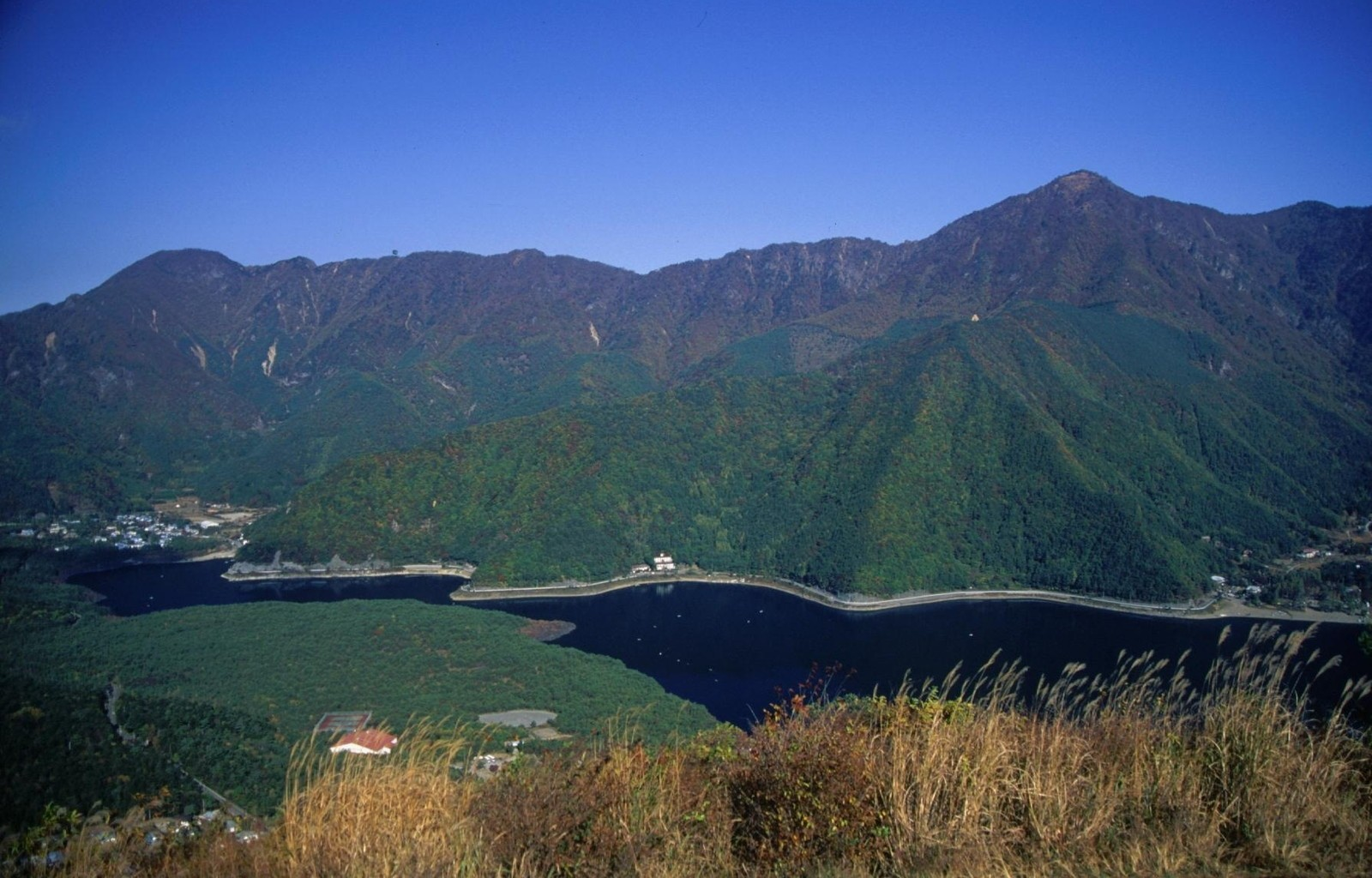
南側の紅葉台から望む西湖、左手前が青木ヶ原樹海、対岸は御坂山地の鬼ヶ岳（右のピーク）

西湖の南側には青木ヶ原樹海が広がる。湖岸には「西湖民宿村」と「根場（ねんば）民宿村」、「HAMAYOUリゾート」があり、ほかに閑静なキャンプ場等が点在するが、富士五湖の中では最も観光化が進んでいない。3つの民宿村やキャンプ場は、小・中学校の林間学校やスポーツ、音楽等のサークルの合宿などによく利用されており、そのための設備（小体育館やテニスコート、音楽室など）を備えた民宿も多い。なお、この二つの民宿村は、1966年（昭和41年）の台風26号による土石流災害で集落が壊滅したのを受け、住民が集団移転して形成されたものである。かつての根場集落があった場所には2006年（平成18年）、集落を復元した観光施設「西湖いやしの里根場」がオープンした。